# Joost van den Vondel
Œuvres principales
- Gijsbrecht van Aemstel
- Adam en exil

Joost van den Vondel est un écrivain, poète et dramaturge néerlandais né à Cologne le 17 novembre 1587, mort à Amsterdam le 5 février 1679.
Selon l'Encyclopædia Universalis, Joost van den Vondel et Rembrandt représentent « le moment baroque de l'« âge d'or néerlandais », de ce XVIIe siècle qui (...) connut un épanouissement culturel sans précédent. »

## Biographie
Joost van den Vondel connut une grande renommée. Il eut beaucoup d'influence et est aujourd'hui considéré comme le créateur de la langue et du théâtre classique néerlandais. Tout comme on parle de la « langue de Molière », de « langue de Shakespeare » et de « langue de Goethe » pour évoquer respectivement le français, l'anglais et l'allemand, on parle généralement de la « langue de Vondel » pour désigner le néerlandais.
Né de parents mennonites et originaires d'Anvers, il se convertit en 1641 au catholicisme, ce qui a provoqué un choc pour les Hollandais, à majorité calviniste. Cette conversion est peut-être due à un mariage avec une catholique, Mayken de Wolff (qui mourut en 1635), à 23 ans, et avec qui il eut quatre enfants dont deux sont morts en bas âge. Vondel s'est d'ailleurs souvent battu pour la liberté de culte. Il a en effet écrit de nombreux écrits satiriques dénonçant le calvinisme et Johan van Oldenbarnevelt, grand pensionnaire de 1589 à 1619 des États de Hollande.
Joost van den Vondel est mort très vieux, à 91 ans. Il a d'ailleurs écrit la plupart de ses plus célèbres pièces à plus de 65 ans, comme Lucifer et Adam en exil (Adam in Ballingschap).

## Postérité
Un grand parc portant son nom situé à Amsterdam rend hommage à l'écrivain : le Vondelpark, et il y a une Rue Vondel (Vondelstraße) à Cologne, dans l'arrondissement Neustadt-Süd. 
L'astéroïde (2992) Vondel porte son nom. 
Le corps de Vondel est aujourd'hui enterré dans la Nieuwe Kerk d'Amsterdam, l'église nationale des Pays-Bas où sont couronnés les souverains du pays.

## Œuvres

### Les cinq tragédies
- Gisbert d'Amstel
- Joseph à Dothan
- Lucifer
- Jephté
- Adam exilé

Cinq tragédies, éd. Didier, Paris, 1969, 468 p.

### Gijsbrecht van Aemstel
La première représentation de la pièce de Vondel, Gisbrecht van Aemstel, eut lieu le 3 janvier 1638 pour l’inauguration du nouveau théâtre d’Amsterdam, le Schouwburg, dû à l’architecte Jacob van Campen. La pièce a ensuite été jouée à chaque Jour de l'an à Amsterdam jusqu'en 1968.
La pièce se déroule après le siège d‘Amsterdam de 1300. 
Gijsbrecht van Aemstel est un des membres de la conjuration contre le comte de Hollande, Florent. Après l’assassinat du comte, en 1296, la plupart des conjurés sont exécutés. Gijsbrecht, lui, s’exile, puis croit pouvoir retourner à Amsterdam sans être inquiété. Mais les amis et partisans du comte Florent n’ont rien oublié : avec l’assentiment du nouveau comte, ils assiègent Amsterdam.
Vondel développe dans cette pièce ses conceptions politiques : il croit en l'idéal d'un homme politique sage, capable de restaurer l'équilibre en évitant des conflits sanguinaires. C'est un thème également abordé par son contemporain Pieter Corneliszoon Hooft dans une pièce appelée Geeraerdt van Velsen, qui aborde le même sujet de l'histoire nationale néerlandaise.